# Миротворець (фільм, 1997, США)
«Миротворець» (англ. The Peacemaker) — художній фільм режисерки Мімі Ледер 1997 року.

## Синопсис
Підполковник армії США і цивільна жінка, яка його супроводжує, повинні відстежити викрадену російську ядерну зброю до того, як вона буде використана терористами.

## Акторський склад
| Актор              | Роль                                |
| ------------------ | ----------------------------------- |
| Джордж Клуні       | підполковник Томас Дево             |
| Ніколь Кідман      | доктор Джулія Келлі                 |
| Марчел Юреш        | Душан Гавріч                        |
| Олександр Балуєв   | російський генерал Олександр Кодорі |
| Рене Медвешек      | Владо Міріч                         |
| Голт Маккелені     | Марк Епплтон                        |
| Армін Мюллер-Шталь | полковник ФСБ Дмитро Вертік         |